# Svizzera orientale
La Svizzera orientale (in tedesco Ostschweiz, in francese Suisse orientale, in romancio Svizra orientala o Svizra da l’ost) è una delle 7 grandi regioni statistiche della Svizzera.

## Territorio
Il territorio della Svizzera orientale corrisponde ai cantoni Glarona, Sciaffusa, Appenzello Esterno, Appenzello Interno, San Gallo, Grigioni, Turgovia.